# Кюсюський університет
Кюсюський університет (яп. 九州大学, きゅうしゅうだいがく, кюсю дайґаку; англ. Kyushu University) — вищий навчальний заклад в Японії, державний університет. Штаб-квартира розташована в районі Хіґасі міста Фукуока. Заснований 1911 року як Кюсюський Імперський університет (яп. 九州帝国大学, きゅうしゅうていこくだいがく, кюсю тейкоку дайґаку).　

## Короткі відомості
Виник на базі Фукуоцького медичного університету, сформованого 1903 року на основі філії Кіотського університету в Фукуоці. 1911 року, згідно з Імператорським рескриптом, медичний університет був переформований у Кюсюський Імперський університет із двома відділеннями: медичним і інженерним. 1919 року їх перейменували на факультети і додали новостворений агрономний факультет. 1924 року було створено юридичний, а 1939 року — фізичний факультети.
Після Другої світової війни і загальноосвітньої реформи 1949 року Кюсюський університет об'єднали із Фукуоцькою вищою школою та Курумеським інженерним училищем. З назви закладу було викинуто слово «Імперський». Юридичний факультет розділи на 3 нові: юридичний, економічний та гуманітарний, а також створили додатковий педагогічний факультет. 1964 року структура університету поповнилася фармацевтичним, 1967 року — медичним, а 2003 року — мистецьким факультетами. На 2010 рік заклад нараховував 11 факультетів. 
Університет здійснює підготовку магістрів і аспірантів за спеціальностями факультетів, а також в такими спеціальностями як інформатика, порівняльна соціологія, математика, екологія. При університеті діє декілька науково-дослідницьких установ, серед яких Інститут імунології, Інститут прикладної механіки, Інститут матеріалознавства, Центр вивчення заліза, Центр вивчення тропічного сільського господарства та інші.